# La Bohémienne
La Bohémienne (La zingarella) è un dipinto di William-Adolphe Bouguereau, risalente al 1890. Fino al 2004 l'opera si trovava all'istituto d'arte di Minneapolis, ma poi venne messa all'asta da Christie's.

## Descrizione
Il dipinto raffigura una giovane zingara scalza seduta su una panchina di cemento sulla riva meridionale della Senna a Parigi: sullo sfondo si nota la cattedrale di Notre-Dame. La zingarella tiene un violino tra le gambe. Il suo braccio destro è appoggiato sulla coscia mentre il palmo della mano sinistra preme sul suo ginocchio sinistro, così da non appoggiarsi al violino. Le mani della fanciulla sono intrecciate in modo da portare le dita in avanti. Il suo sguardo è stanco e pensoso. La zingarella porta uno scialle color marrone e verde chiaro sulle spalle e indossa un vestito grigio che le arriva fino alle caviglie. Alla destra della ragazza c'è un albero di cedro.
La ragazza che posò per questo dipinto è la stessa che diede il volto alla pastorella nel dipinto La pastorella realizzato un anno prima dallo stesso Bouguereau.